# Sinagoga de Sujumi
La sinagoga de Sujumi (en georgiano: სოხუმის სინაგოგა) es una sinagoga en Sujumi, parte la parcialmente reconocida República de Abjasia, aunque de iure es parte de la República Autónoma de Abjasia de Georgia.

## Historia
La afluencia de ciudadanos judíos a partir de mediados del siglo XIX creó una comunidad judía en Sujumi, que en 1915 ya contaba con 356 miembros. La sinagoga fue construida a principios del siglo XX. La sinagoga fue construida en estilo de arco de medio punto.